# 谦比希
谦比希（英語：Chambishi）是赞比亚铜带省卡盧盧希縣下辖的一个镇。该镇的产业主要以采矿业为主。